# Hans Robert Jauß

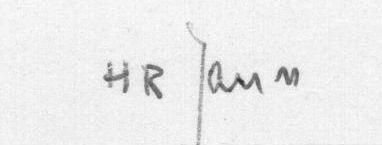
Unterschrift von Hans Robert Jauss, Briefkarte an den Freiburger Pathologen Walter Sandritter, 1972.

Hans Robert Jauß, auch Hansrobert, Hans-Robert, bzw. Jauss (* 12. Dezember 1921 in Göppingen; † 1. März 1997 in Konstanz) war ein deutscher Romanist und Literaturwissenschaftler. 
Schwerpunkte der Forschungen von Hans Robert Jauss waren die mittelalterliche und moderne französische Literatur, die Gattungstheorie, Historik und Ästhetik. Er war sowohl Mitbegründer des Werkes Grundriß der romanischen Literaturen des Mittelalters als auch der Forschungsgruppe Poetik und Hermeneutik (1963). Als einer der Begründer der Rezeptionsästhetik war er Vertreter der Konstanzer Schule der Literaturwissenschaft. 1980 wurde Jauß Mitglied der Heidelberger Akademie der Wissenschaften. Als Gastprofessor wirkte er in Zürich, Berlin, New York, Yale, Paris, Leuven, Berkeley, Los Angeles, Princeton und Madison.
Die NS-Belastung von Jauss als Offizier in der Waffen-SS, seine von ihm bestrittene Verstrickung in Kriegsverbrechen sowie sein Verhalten nach deren Bekanntwerden, waren Anlass für eine international geführte Diskussion, die noch andauert.

## Leben

### Jugend und Karriere in der Zeit des Nationalsozialismus
Hans Robert Jauß war der älteste von drei Söhnen von Robert Jauß und seiner Frau Marianne, geborene Bührlen. Der Vater, bäuerlicher Herkunft, war als Volksschullehrer in Wangen (bei Göppingen) tätig, die Mutter, Tochter eines Mittelschullehrers, war ausgebildete Kindergärtnerin. Die protestantischen Familien der Eltern waren seit langem in Württemberg ansässig. Der Vater trat bereits am 1. Januar 1933 dem Nationalsozialistischen Lehrerbund bei, 1940 der NSDAP. Die Mutter wurde 1934 Mitglied der NS-Frauenschaft und schloss sich den Deutschen Christen an. Später traten beide aus der Kirche aus und bezeichneten sich nun als „gottgläubig“, wie auch Hans Robert Jauß selbst 1941.
 Der Militärhistoriker Jens Westemeier urteilt: „Auch wenn die Eltern sich nicht in der Partei exponierten, so ist an der frühzeitigen und freiwilligen Zugehörigkeit zum NSLB und zur NS‐Frauenschaft nicht nur Opportunismus, sondern Sympathie für den Nationalsozialismus abzulesen.“
Jauß trat nach dem Besuch der Volksschule in Wangen im Schuljahr 1932/33 in die 1. Klasse (mit Latein als 1. Fremdsprache) des Gymnasiums in Esslingen am Neckar (das heutige Georgii-Gymnasium) ein und wechselte am 31. Oktober 1934 aus der 3. Klasse an das neusprachlich ausgerichtete Reformrealgymnasium Geislingen, das auf acht Jahrgangsstufen verkürzt war und 1938 in Oberschule für Jungen umbenannt wurde. Das Lehrerkollegium bestand zu einem großen Teil aus Mitgliedern der NSDAP. Der Religionsunterricht war durch das Fach Weltanschauung ersetzt worden und fügte sich ins nationalsozialistische Erziehungskonzept mit Themen wie Rasse, Nation, Volksgemeinschaft, Judentum, Versailler Diktat, Kriegsschuld und Kommunismus.
Die musische Begabung des Gymnasiasten Jauss, der zu den Klassenbesten gehörte, wurde vom Elternhaus durch privaten Musikunterricht gefördert, das Interesse für klassische Musik im Schulorchester und im gemeinsamen häuslichen Musizieren am Klavier und an der Violine mit seinem Bruder gepflegt. Dazu kam eine frühe Neigung für Philosophie, Literatur und Sprachen, die sich in dem jugendlichen Berufswunsch äußerte, einmal Professor für Kulturgeschichte zu werden.
Im Jungvolk der Hitlerjugend, in die er mit 13 Jahren aufgenommen wurde, stieg er bis zum Oberjungzugführer auf. Nach dem Beginn des Zweiten Weltkriegs meldete sich Jauß freiwillig zur SS-Verfügungstruppe und wurde dort am 23. Oktober 1939 als SS-Anwärter aufgenommen (SS-Nummer 401.359); an diesem Tag trat er seinen Dienst im SS-Ersatzbataillon „Deutschland“ in München an. Ohne Abiturprüfung erhielt er am 22. Oktober 1939 das Reifezeugnis (Gesamtnote: gut), da ihm „auf Grund der nachgewiesenen Einberufung zum Heeresdienst … die Reife zuerkannt“ wurde.
In der SS-Verfügungsdivision, inzwischen Teil der Waffen-SS, zu der das Regiment gehörte, nahm Jauß in den Niederlanden, Belgien und Frankreich am Krieg im Westen teil, zunächst als einfacher SS-Schütze, später als SS-Sturmmann. Danach absolvierte er von 1. März bis 31. Mai 1941 erfolgreich einen Reserve-Führer-Anwärter-Lehrgang (RFA) an der Waffen-SS-Unterführerschule Radolfzell (USR) und wurde zunächst, nach bestandener Zwischenprüfung, zum SS-Unterscharführer, danach, zum Ende des Lehrgangs, zum SS-Oberscharführer und Führer-Anwärter befördert. Die Fragen der schriftlichen Abschlussprüfung im Fach „Weltanschauliche Erziehung“ sind erhalten; die Lehrgangsteilnehmer hatten unter anderem die Frage zu beantworten, ob sich „die Zugehörigkeit zur SS mit der Zugehörigkeit zu einer christlichen Gemeinschaft verbinden“ lasse. Westemeier vermutet, dass Jauß’ Kirchenaustritt 1941 damit im Zusammenhang stand. Der Lehrgang fand in einer Zeit statt, als auf dem SS-Kasernenareal das Dachauer KZ-Außenkommando Radolfzell zum Bau eines Schießstandes der USR eingerichtet wurde. Am 19. Mai 1941 traf das erste Kontingent von etwa 120 KZ-Häftlingen aus Dachau ein und wurde in den zwei ehemaligen Pferdeställen der SS-Kaserne untergebracht, in unmittelbarer Nähe des Mannschaftsgebäudes, in dem die Lehrgangsteilnehmer einquartiert waren.
Zum 1. Juni 1941 wurde Jauß zum SS-Totenkopf‐Infanterie‐Ersatz‐Bataillon II nach Prag versetzt und einige Wochen später zur Freiwilligen Legion „Nederland“ kommandiert, die auf dem SS-Truppenübungsplatz Heidelager bei Dębica im Generalgouvernement aufgestellt wurde. Dort führte er einen Granatwerfer-Zug und erhielt, nachdem er sich nach Ansicht seiner Vorgesetzten bewährt hatte, den Rang eines Untersturmführers. Damit gehörte er dem SS-Führerkorps an. Im Januar 1942 wurde die Legion zur „Wiederauffüllung“ der 2. Infanterie-Brigade (mot.) der Waffen-SS in den Einsatzraum zwischen Nowgorod und Leningrad in Marsch gesetzt. Jauß nahm als Zugführer an Kämpfen zur Errichtung und Aufrechterhaltung der Belagerung von Leningrad teil. Am 1. August 1942 wurde er Führer einer Maschinengewehr-Kompanie, also Vorgesetzter von mehr als hundert Mann. Die Waffen-SS-Brigade, zu der Jauß in dieser Zeit gehörte, unterstand dem Kommandostab Reichsführer SS, nicht der Wehrmacht. Sie war ausdrücklich nicht für den Fronteinsatz aufgestellt, sondern für „Aufgaben im Befehlsbereich der Höheren SS- und Polizeiführer“, nämlich zur Bekämpfung und Vernichtung des Widerstands gegen die deutsche Okkupation („Bandenbekämpfung“), wurde aber dennoch zeitweise direkt an der Front eingesetzt. Sie war u. a. verantwortlich für die Erschießung von Kriegsgefangenen und beteiligt an sogenannten Aktionen der Partisanen- und Bandenbekämpfung sowie Verbrechen an Zivilpersonen.
Am 3. November 1942 stellte Jauß einen Antrag auf „Studienurlaub“, um ein Philosophiestudium an der Reichsuniversität Straßburg beginnen zu können, der jedoch wegen „dringender truppendienstlicher Bedenken“ abgelehnt wurde.
Im März 1943 wurde die Legion aus der 2. SS-Brigade herausgezogen und aufgelöst; aus ihren Resten und anderen SS-Truppen entstand das SS-Freiwilligen-Panzergrenadier-Regiment Nr. 48 „General Seyffardt“. Als Kompanieführer in diesem Regiment nahm Jauß Ende Oktober und Anfang November 1943 an sogenannten „Befriedungsaktionen“ („Bandenkampf“) in Kroatien teil. Die SS‐Panzergrenadier-Brigade Nederland, der das Regiment und Jauß’ Kompanie unterstanden, beging dabei Kriegsverbrechen wie Vertreibung, Plünderungen, Brandschatzungen, Morden und Geiselnahme. Westemeier hält es für ausgeschlossen, dass Jauß als Kompanieführer von diesen Verbrechen keine Kenntnis hatte. Eine persönliche Beteiligung von Jauß an den Verbrechen konnte ihm zufolge nicht nachgewiesen werden, als Kompaniechef trug er aber Mitverantwortung für die Taten seiner Einheit. Jauß besaß das Vertrauen seiner SS-Vorgesetzten und hatte sich nach deren Auffassung in der vorausgegangenen „Bandenbekämpfung“ bewährt.
Nachdem Jauß am 27. Juni 1943 einen Immatrikulationsantrag an die Friedrich-Wilhelms-Universität Berlin gestellt hatte, wurde er am 31. Juli 1943 für das Fach Geschichte immatrikuliert, hat aber wegen einer gleichzeitig erfolgten Beurlaubung das Studium nicht begonnen.
Am 9. November 1943 – dem NS-Gedenktag für die „Blutzeugen der Bewegung“ – wurde er zum SS‐Obersturmführer befördert. Im Dezember 1943/Januar 1944 wurde das Regiment General Seyffardt mit Jauß’ Kompanie wieder in den Raum Leningrad an die Narva verlegt.
Ende April 1944 versetzte das SS-Führungshauptamt Jauß als Chef der X. Inspektion an die SS-Panzer-Grenadier-Schule Kienschlag (Prosečnice) bei Prag. Am 9. November 1944 wurde er zum SS-Hauptsturmführer der Reserve befördert. Anschließend gehörte Jauß der 33. Waffen-Grenadier-Division der SS Charlemagne an. Dort schulte er nichtdeutsche SS-Angehörige aus französischsprachigen Gebieten.
Die Beförderungen von Jauß in der SS
SS-Anwärter (23. Oktober 1939)
SS-Schütze (SS-Mann), SS-Nr. 401 359 (25. März 1940)
SS-Sturmmann (9. November 1940)
SS-Unterscharführer, Reserveführeranwärter (20. April 1941)
SS-Oberscharführer, Reserveführeranwärter (25. Mai 1941 mit Wirkung zum 1. Juni 1941)
SS-Untersturmführer der Reserve (am 22. September 1941 mit Wirkung zum 1. September 1941)
SS-Obersturmführer der Reserve (9. November 1943)
SS-Hauptsturmführer der Reserve (9. November 1944)
Kriegsauszeichnungen von Jauß
Infanterieabzeichen in Bronze (1. April 1941)
Eisernes Kreuz 2. Klasse (22. Februar 1942)
Verwundetenabzeichen in Schwarz (22. April 1942)
Medaille Winterschlacht im Osten 1941/42 (1. August 1942)
Eisernes Kreuz 1. Klasse (7. April 1943)
Deutsches Kreuz in Gold (24. April 1944)
Nahkampfspange in Bronze (24. April 1944)
Nach einer am 22. Mai 1944 vorgetragenen Bitte, ein Studium an der Deutschen Reichsuniversität im besetzten Prag beginnen zu dürfen, konnte Jauß mit jeweils erteilten Einzelfallgenehmigungen neben seinen militärischen Dienstpflichten am 9. Juni 1944 als Student der Philosophischen Fakultät Vorlesungen in Romanischer Philologie und Geschichte besuchen. Da Jauss aber wieder vor dem 1. August 1944 an die Ostfront beordert wurde, sprach die Universität für das Wintersemester eine Beurlaubung aus.
Am 17. April 1945 wurde Jauß von Divisionskommandeur Gustav Krukenberg der Führung des 58. Bataillons der SS-Division Charlemagne enthoben. Er erhielt einen Marschbefehl von Berlin an die SS-Junkerschule Bad Tölz, wo er am 24. April 1945 eingetroffen sein soll. Der Schulbetrieb war eingestellt, die Reste der SS befanden sich in Abwehrkämpfen, die bis Ende des Monats andauerten. Jauß verließ die Schule in Richtung der „Alpenfestung“.
Jauß gibt an, am 2. Mai 1945 in Oberammergau in US-Kriegsgefangenschaft geraten zu sein. Er habe sich als Dolmetscher angeboten, sei entlassen worden und habe Papiere für den Weg in die Heimat nach Geislingen erhalten. Jens Westemeier schließt jedoch aus, dass Jauß in US-Kriegsgefangenschaft war, denn in diesem Fall wäre seine SS-Zugehörigkeit schon an der Blutgruppentätowierung erkannt worden und er wäre umgehend in automatischen Arrest und anschließende Internierung gekommen. Er geht davon aus, dass Jauß untertauchte und sich, möglicherweise in Wehrmachtsuniform und mit falschen Papieren, nach Geislingen durchschlug. Spätestens für den 22. Mai 1945 ist seine Anwesenheit in Geislingen nachgewiesen, Jauß versteckte sich dann eine Zeitlang bei Verwandten.
In den folgenden Monaten reiste Jauß durch die britische und amerikanische Besatzungszone, um Informationen über seinen Bruder zu erhalten und um sich um einen Studienplatz an einer Universität zu bemühen. Seine gefälschten Papiere wiesen ihn aus als Feldwebel des Gebirgsjäger-Regiments 91 und als Ostflüchtling aus Prenzlau.

### Studium und akademische Karriere ab 1945
Am 13. November 1945 gelang es Jauß mit gefälschten Papieren die Zulassung zur Universität Bonn zu erhalten, er wurde aber als hoch NS-Belasteter zu diesem Zeitpunkt von den alliierten Militärbehörden „steckbrieflich gesucht“. Am 17. Dezember 1945, vier Wochen nach Vorlesungsbeginn, stellte er sich der britischen Militärregierung und wurde vom 17. Dezember 1945 bis zum 2. Januar 1948 im eigens für ehemalige Mitglieder der SS eingerichteten Internierungslager Recklinghausen-Hillerheide interniert.
In einer Campschool konnten die Internierten am Unterricht der mitinhaftierten Lehrpersonen, Volksschullehrer, Gymnasiallehrer, Universitätsprofessoren, teilnehmen. Jauß besuchte Kurse in Sprachen (Latein, Französisch, Spanisch, Englisch), Mathematik, Physik und Betriebswirtschaftslehre, sowie Übungen in Literaturgeschichte und Philosophie. Dazu kamen mehrere Stunden tägliche Lektüre. Bei der späteren Immatrikulation an der Universität Heidelberg wurde Jauß der Unterricht an der Campschule als zwei (statt der gewünschten vier) Semester angerechnet.
Von der 3. Spruchkammer des Spruchgerichts Recklinghausen, das sich in seinem Verfahren – es gab weder eine öffentliche Verhandlung noch ein Gerichtsverfahren – auf zwei Vernehmungen und auf schriftliche Aussagen stützte, wurde Jauß am 12. Dezember 1947 der Strafbefehl zugestellt. Wegen seiner Mitgliedschaft in einer verbrecherischen Organisation (der SS) wurde Jauß zu einer Geldstrafe von 2000 RM (= Reichsmark) verurteilt, die aber wegen der Internierungshaft verbüßt war. Grundlage des Urteils waren die von Jauß gemachten Aussagen und sogenannte Persilscheine von Lehrern, Bekannten und Verwandten, sowie eidesstattliche Erklärungen, die sich die internierten, ehemaligen SS-Mitglieder nach Belieben gegenseitig ausstellten.
Nach der Entlassung aus der zweijährigen Internierung am 2. Januar 1948 immatrikulierte sich Jauß am 16. Oktober 1948 an der Universität Heidelberg. Er belegte als Hauptfach Romanische Philologie und als Nebenfächer Geschichte, Englisch und Russisch. Sein Ziel war das Lehrfach an Höheren Schulen und eine Promotion. Bei dem Bewerbungsverfahren zur Immatrikulation gab Jauß seine frühere Zugehörigkeit zur Waffen-SS an, allerdings mit dem gelogenen Zusatz: „Kriegsfreiwilliger bei der W-SS, da bei der Wehrmacht damals nicht möglich“.
Die für die Zulassung zum Studium benötigte Entnazifizierungsbescheinigung wurde von der Heimatspruchkammer Göppingen am 23. April 1948 auf der Grundlage des Recklinghauser Strafbescheids ausgestellt. Das Verfahren wurde eingestellt und Jauß wurde als „Mitläufer“ eingestuft. Dem Gericht hatte er als Kommentar zum früheren Strafbescheid mitgeteilt, die Recklinghauser Ermittlungen hätten ergeben, dass er nie an verbrecherischen Handlungen beteiligt gewesen wäre.
Als „Entlasteter“ fiel nun Jauß unter die Jugendamnestie von 1946, die alle nach dem 1. Januar 1919 Geborenen von politischer Verantwortung freisprach.
Vor dem Studienbeginn im Wintersemester 1948 in Heidelberg betrieb Jauß zuhause intensiv Sprachstudien. Er besuchte vom 1. März bis 31. Juli 1948 an der Dolmetscherschule in Stuttgart einen Russischkurs und legte am 1. Oktober 1948 die Prüfung zum staatlich anerkannten Diplomdolmetscher für Französisch und Englisch ab.
Während seines Studiums in Heidelberg arbeitete Hans Robert Jauß seit dem 1. Dezember 1949 als Hilfsassistent am Romanischen Seminar. Es folgte im Jahre 1950 ein Studienaufenthalt in Paris von mehreren Monaten, der auch der Arbeit an seiner Dissertation galt.
Nach vier Jahren Studium, wurde Jauß am 18. Dezember 1952 bei Gerhard Hess, seit 1948 Ordinarius für Romanische Philologie an der Universität Heidelberg und später Gründungsrektor der Universität Konstanz, über das Thema Zeit und Erinnerung in Marcel Prousts «À la recherche du temps perdu». Eine Untersuchung zur Struktur des modernen Romans mit summa cum laude promoviert.
Nach der Promotion verlobte sich Jauß mit Helga Dorothea Meyer, einer Berliner Kommilitonin, die ebenfalls Romanistik studierte und die er in seinem ersten Heidelberger Semester kennengelernt hatte. Die standesamtliche Trauung erfolgte Ende Oktober 1953.
Nach dem 1. Staatsexamen für das Lehrfach an Höheren Schulen trat Jauß am Romanischen Seminar der Universität Heidelberg eine Stelle als wissenschaftlicher Assistent im Range eines Beamten auf Widerruf an.
Nach seiner Habilitation in Heidelberg am 17. Juli 1957, ebenfalls bei Gerhard Hess, mit dem Thema Untersuchungen zur mittelalterlichen Tierdichtung, wurde Jauß am 22. September 1959 unter Berufung in das Beamtenverhältnis Dozent an der Universität Heidelberg, wo er wegen der häufigen Abwesenheit des Ordinarius praktisch die Geschäfte des Romanischen Seminars führte. Auf seine Veranlassung konnten die in der Zeit des Nationalsozialismus ihrer Ämter enthobenen und emigrierten Romanisten Erich Auerbach und Leo Spitzer zu einem Gastvortrag bzw. einer Gastvorlesung gewonnen werden.
Am 1. Oktober 1959 folgte Jauß einem Ruf als planmäßiger außerordentlicher Professor an die Westfälische Wilhelms-Universität Münster.
1961 erfolgte die Berufung zum ordentlichen Professor (Ordinarius) der romanischen Philologie an die Justus-Liebig-Universität Gießen. Die öffentliche Antrittsvorlesung am 9. November 1961 hatte zum Thema: Epos und Roman – Eine vergleichende Betrachtung an Texten des XII. Jahrhunderts.

### Professor in Konstanz
Nachdem Jauß 1965 einen Ruf an die Universität Würzburg abgelehnt hatte, erhielt er am 10. September 1965 einen Ruf als ordentlicher Professor an die neu gegründete Universität Konstanz. Die öffentliche Antrittsvorlesung am 13. April 1967 trug in Anspielung auf Schillers Antrittsvorlesung den Titel: Was heißt und zu welchem Ende studiert man Literaturgeschichte?
Zusammen mit Clemens Heselhaus, Hans Blumenberg und Wolfgang Iser hatte Jauß bereits 1963 in Gießen die Forschungsgruppe Poetik und Hermeneutik gegründet, der auch Reinhart Koselleck angehörte und die zum Teil schon in Heidelberg in dem interdisziplinäres Denken pflegenden Studienkreis „Semper apertus“ zusammengearbeitet hatten.
Jauß galt als der spiritus rector der Gruppe.
In seiner Konstanzer Zeit schuf Jauß im deutsch-deutschen Dialog mit Kollegen aus der DDR im Sinne des „Wandel durch Annäherung“ mit der Betonung der gemeinsamen Traditionen die Vertrauensbasis für einen Gedankenaustausch zwischen den Vertretern der beiden unterschiedlichen Systeme.
In der Sitzung der philosophisch-historischen Klasse am 18. Oktober 1980 wurde Jauß zum ordentlichen Mitglied der Heidelberger Akademie der Wissenschaften gewählt. Er war Mitglied der Academia Europaea, der Accademia dei Lincei in Rom und Ehrenmitglied der Ungarischen Akademie der Wissenschaften, Ehrendoktor der Universität Iași, sowie Ehrenvorsitzender des Deutschen Romanistenverbands.
Zahlreiche Gastprofessuren führten Jauß nach Berlin (1968), an die University of California, Berkeley (1983) an die Columbia University New York (1973), nach Leuven (1982), Los Angeles (1965), Madison (1986), an die Sorbonne in Paris (1978), nach Princeton (1986), an die Yale University New Haven (1976), wohin er im April des gleichen Jahres einen Ruf ablehnte, und Zürich (1967).

### Nach der Emeritierung
In einer Ansprache am 11. Februar 1987, anlässlich der Emeritierung, lobte der damalige Rektor der Universität, Horst Sund, den Einsatz von Jauß beim Aufbau der jungen Forschungseinrichtung, vor allem seine Anstrengungen beim Aufbau verschiedener Forschergruppen in Konstanz und sein Verdienst, das noch junge Projekt der Reformuniversität national und international bekannt gemacht zu haben. In der vorangegangenen Abschiedsvorlesung über das Thema Die Theorie der Rezeption – Rückschau auf ihre unerkannte Vorgeschichte stellte Jauß seine eigenen Bemühungen innerhalb der modernen Literaturwissenschaft in einen seit der Antike anhaltenden Diskurs über die Frage, wie Texte, deren ursprüngliche Leser und Hörer nicht mehr leben, aktualisiert und verstanden werden können.
Nach einem Vortrag am 15. Februar 1997 starb Hans Robert Jauß am 1. März 1997 an einem Schlaganfall in Konstanz. Er wurde auf dem Waldfriedhof in Konstanz-Litzelstetten beigesetzt. Bei der Trauerfeier wurde ein von Frau Helga Jauß-Meyer verfasster Lebenslauf ihres Mannes verlesen, in dem nochmal die Sicht der Familie über die Vergangenheit von Jauß dargelegt wurde: Nach Feststellung einer Namensverwechslung sei der Versuch, Jauß Kriegsverbrechen anzulasten, gescheitert. Deshalb habe man in Ermangelung anderer Möglichkeiten, Vorwürfe zu erheben, in übertriebener Weise immer wieder Jauß’ Zugehörigkeit zur Waffen-SS hervorgekehrt. Die erhobenen Vorwürfe seien politisch motiviert gewesen und Jauß habe sich als Wissenschaftler nicht zur Wehr setzen können.
Der Nachlass von Hans Robert Jauß befindet sich im Deutschen Literaturarchiv in Marbach am Neckar (DLA).

## Das Werk
Das Schriftenverzeichnis 1952–1987 umfasst 12 selbständige Veröffentlichungen, 78 Aufsätze und Abhandlungen, 13 Titel mit einer Mitwirkung als Herausgeber, 28 Rezensionen und 25 Titel unter der Bezeichnung Miscellania. Dazu kommen die Arbeiten, die nach der Emeritierung (11. Februar 1987) bzw. posthum erschienen sind.

### Die Hauptschriften
- Zeit und Erinnerung in Marcel Prousts «À la recherche du temps perdu». Eine Untersuchung zur Struktur des modernen Romans.
Die Dissertation aus dem Jahre 1952 erschien in Buchform (der Untertitel hieß jetzt: ein Beitrag zur Theorie des Romans) in zwei Auflagen 1955 und 1970, verkürzt um das 2. Kapitel Proust auf der Suche nach seiner Konzeption des Romans.[47] Das Buch wurde für die deutsche Marcel Proust–Forschung der Nachkriegszeit grundlegend und erschien 1986 in einer dritten Ausgabe, vermehrt um das früher ausgesparte 2. Kapitel der Dissertation und um ein Nachwort, in dem Jauß Probleme und Chancen beschreibt, die sich für einen Autor bei einer Wiederbegegnung nach dreißig Jahren mit seinem Erstlingswerk ergeben. Darüber hinaus geht er auf Aspekte und Unterschiede zwischen der älteren und neueren Proustforschung ein. Von letzterer erwähnt er die semiotische, rhetorische und dekonstruktivistische Lektüre des Werkes von Proust.[48]

- Untersuchungen zur mittelalterlichen Tierdichtung.
Die Habilitationsschrift aus dem Jahre 1957 über den Roman de Renart erschien zwei Jahre später als Buch im Rahmen der Beihefte der Zeitschrift für Romanische Philologie. Sie brachte eine Abkehr von den Methoden der traditionellen, positivistischen Literaturwissenschaft durch den „Versuch, diesen mittelalterlichen Text vom Erwartungshorizont seines zeitgenössischen Publikums aus zu interpretieren“ und die Alterität (Andersartigkeit) einer dem modernen Menschen „fremd gewordenen ästhetischen Erfahrung“ zu rekonstruieren.[49] Die Arbeit ist eine Vorstufe zur Skizzierung der Rezeptionsästhetik, wie sie in der 1967 von Jauß gehaltenen Konstanzer Antrittsvorlesung gegeben wurde.

- Grundriss der romanischen Literaturen des Mittelalters (GRLMA).
Das mehrbändige Werk wurde 1962 von Hans Robert Jauß und Erich Köhler gegründet und von ihnen teilweise herausgegeben bzw. verfasst. Es erinnert in seinem Titel bewusst an das berühmte Werk von Gustav Gröber: Grundriss der romanischen Philologie, das zwischen 1888 und 1902 in zwei Bänden erschien.[50] Aber im Gegensatz zum alten Grundriss, der den damaligen Wissensstand der Romanistik (Literatur–und Sprachwissenschaft) zusammenfasste, beschränkt sich der neue Grundriss auf die Darstellung der romanischen Literaturen eines einzigen Zeitabschnittes. Zur Mitarbeit als Herausgeber und Verfasser konnten international anerkannte Experten der europäischen Mediävistik gewonnen werden, die die Vielfalt der Lehrmeinungen auf diesem Sektor darstellten wie Maurice Delbouille, Jean Frappier, Rita Lejeune, August Buck, Hans Ulrich Gumbrecht, Ulrich Mölk, Karl-Heinz Bender, Dietmar Rieger, Günter Holtus u. a.

- Literaturgeschichte als Provokation der Literaturwissenschaft.
Jauß’ öffentliche Antrittsvorlesung als ordentlicher Professor an der Universität Konstanz am 13. April 1967 zur Feier des 60. Geburtstags des Rektors Gerhard Hess trug in Anlehnung an Friedrich Schiller[51] den Titel Was heißt und zu welchem Ende studiert man Literaturgeschichte? Sie wurde später mehrmals[52] in stark erweiterter Fassung unter dem Titel Literaturgeschichte als Provokation der Literaturwissenschaft veröffentlicht und in über zwanzig[53] Sprachen übersetzt. Hans Ulrich Gumbrecht, ein seinem Lehrer gegenüber sehr kritisch eingestellter Schüler und Mitarbeiter von Jauß, stellte fest, dass diese Schrift „einer der großen Erfolge in der Geschichte der deutschen Geisteswissenschaften“ wurde.[54][55] Sie leitete einen Perspektivenwechsel in der Literaturwissenschaft ein, der heute unter dem Begriff der Rezeptionsästhetik (auch Konstanzer Schule) bekannt ist. Jauß wendet sich gegen die „überkommenen Methoden der Historiographie in der Literaturwissenschaft“.[56] Er betont die Mitwirkung jeder Lesergeneration an der Ästhetik des Textes und damit verbunden die Veränderung desselben, sodass man nicht von einem mit sich selbst identischen Werk durch alle Zeiten hindurch ausgehen könne.[57] 1970 veröffentlichte Jauß die bearbeitete Antrittsvorlesung zusammen mit drei weiteren früheren Aufsätzen in einem Sammelband unter dem Titel Literaturgeschichte als Provokation. Zwei literaturgeschichtliche Beiträge zu Friedrich Schlegel und Friedrich Schiller sowie zu Heinrich Heine, Victor Hugo und Stendhal werden dabei von zwei programmatischen Aufsätzen gerahmt. Bernd Jürgen Warneken kritisierte in einer Rezension 1974 vor allem dessen Programmhaftigkeit, sah aber einen wichtigen Beitrag zur „gegenwärtigen Reform der Germanistik“ und dessen „starke Hinwendung zur Kommunikations- und vor allem Wirkungsforschung“.[58]

- Alterität und Modernität der mittelalterlichen Literatur.
Das 1977 erschienene Buch vereinigt Aufsätze aus den Jahren 1956–1976. Im einleitenden Beitrag geht Jauss auf grundlegende Probleme und Schwierigkeiten ein, auf die der moderne Leser bei der Beschäftigung mit mittelalterlicher Dichtung trifft. Es wird sowohl die hermeneutische als auch die historische Seite des Problems erörtert. Durch die Einführung des hermeneutischen Begriffs der Alterität und ihrer Erscheinungsformen im Mittelalter (z. B. die mündliche Überlieferung), die Beschreibung der Alterität des vorkopernikanischen mittelalterlichen Weltmodells, die Begründung des ästhetischen Vergnügens an den alten Texten, werden neue Ansätze in der Mediävistik aufgezeigt. Da die älteren Methoden, wie z. B. die „positivistische Traditionsforschung“, und die „idealistische Werk- oder Stilinterpretation“ nach Jauß „erschöpft“ sind und es den neuen Methoden (strukturale Linguistik, Semiotik u. a.) noch nicht gelungen ist, einen grundlegenden Wechsel herbeizuführen, schlägt Jauß vor, das Interesse und die Erforschung der mittelalterlichen Literatur an drei Prinzipien auszurichten: „dem ästhetischen Vergnügen, der befremdenden Andersheit und dem Modellcharakter mittelalterlicher Texte“. Es soll der Versuch gemacht werden, „die Modernität mittelalterlicher Literatur in ihrer Alterität zu entdecken“, wobei unter Modernität keine unkritische Aktualisierung (Modernismus) verstanden wird, sondern die „Erkenntnis der Bedeutung der mittelalterlichen Literatur“.[59]

- Ästhetische Erfahrung und literarische Hermeneutik.
1982, gegen Ende seines akademischen Wirkens, veröffentlichte Jauss mit Ästhetische Erfahrung und literarische Hermeneutik eine revidierte Fassung des gleichnamigen Werkes, dessen 1. Band 1977 erschienen war.[60][61] Im 1. Teil des Werkes begründet Jauß die These, dass ästhetische Erfahrung, die in der ästhetischen Tätigkeit, sei sie produktiver, rezeptiver oder kommunikativer Art, gemacht wird, sowohl phänomenologisch als auch geschichtlich erfasst werden kann. Teil II kreist in einer Funktionsgeschichte um das Problem von Frage und Antwort und untersucht ihre ästhetische Relevanz in der Analyse von Julie ou la Nouvelle Eloïse von Jean-Jacques Rousseau und  Die Leiden des jungen Werthers von Johann Wolfgang von Goethe. Der III. Teil beschäftigt sich zunächst mit der Problematik der Begriffe „Horizont“ und „dialogisches Verstehen“, zeigt dann Paradigmen auf, wie verschiedene Horizonte (literarische und „lebensweltliche“) vermittelt werden, um zum Schluss in einer Analyse des Gedichtes Spleen II aus Les fleurs du mal von Charles Baudelaire rezeptionsästhetische Gesichtspunkte zur Anwendung zu bringen.

- Die Theorie der Rezeption – Rückschau auf ihre unerkannte Vorgeschichte.
In seiner Abschiedsvorlesung, die er am 11. Februar 1987 aus Anlass seiner Emeritierung gehalten hat, weist Jauß darauf hin, wie sich seit 1967 mit dem Konzept der Rezeptions- und Wirkungsästhetik eine Umorientierung in den Philologien vollzogen habe. Die Instanzen Autor, Werk und Empfänger seien an dem Prozess der ästhetischen Kommunikation, als der die Geschichte der Literatur und der Künste begriffen werde, gleichermaßen beteiligt. Der Rezipient, der in den bisherigen Darstellungsformen keine große Bedeutung gehabt habe, sei in der von der so genannten Konstanzer Schule entwickelten Rezeptionstheorie in sein historisches Recht eingesetzt worden. Jauß stellt dann die Geschichte des Begriffes Rezeption dar und bemerkt vorher, „dass die Vorgeschichte erst aus der Nachgeschichte einer eingetretenen Wende voll erkennbar werden“ könne.

- Wege des Verstehens[62]
Das Buch aus dem Jahre 1994 ist eine Vereinigung von Schriften aus den Jahren 1985–1993 und ist die letzte zu Lebzeiten von Jauß erschienene Publikation. Im Vorwort erläutert der Verfasser Titel und Inhalt der drei Teile des Werkes. Der Plural „Wege“ soll zum Ausdruck bringen, dass es für das Verstehen in jeglicher Form, sei es als Verstehen der Aussage eines Menschen in der Rede oder als Verstehen eines Textes, nicht nur einen für alle gültigen Weg gebe. Immer neue und anders gestellte Fragen ermöglichen Zugänge des Verstehens bisher unerkannter Aspekte.

- Probleme des Verstehens.
1999 erschien posthum unter dem Titel Probleme des Verstehens eine Sammlung von Arbeiten aus den letzten Lebensjahren von Jauß. Er hielt den Vortrag Das Verstehen von Geschichte und seine Grenzen aus Anlass des Kolloquiums Geschichte, Natur, Anthropologie am 14/15. Februar 1997 in Konstanz kurz vor seinem plötzlichen Tod am 1. März 1997. Die ausgewählten Aufsätze der Sammlung wurden von Rainer Warning herausgegeben und mit einem Nachwort versehen, in dem der Herausgeber eines der zentrale Anliegen von Jauß’ Schaffen, das Problem des Verstehens mit seinen Bedingungen und Möglichkeiten in das Gesamtschaffen des Literaturwissenschaftlers einordnet und seinen Entwicklungsprozess aufzeigt.

## Exkurs: Die Aufdeckung der SS-Vergangenheit und der „Fall Jauß“
Die Entwicklung der „Sache Jauß“ zum „Fall Jauß“ ist von Jens Westemeier eingehend dokumentiert worden.
Seit 1979 kamen zunehmend Nachfragen zu Jauß’ Zugehörigkeit zur SS. Während seiner Gastprofessuren an US-Universitäten wurden sie „brennender“. Bereits 1982 intervenierte das französische Außenministerium bei der Universität Toulouse, so dass eine lange vorbereitete Auszeichnung mit dem Ehrendoktorat unterblieb. In den 1980er Jahren wurde ihm das Einreisevisum in die USA verweigert. Die Princeton University verwarf den Vorschlag für eine Ehrenmitgliedschaft in der Modern Language Association of America und das „Paul Getty Center“ in Santa Monica zog eine bereits zugesagte Gastprofessur für das Studienjahr 1987/1988 wieder zurück.
1988 erklärte Jauß öffentlich, zwar habe er SS-Einheiten angehört, die Verbrechen begangen hätten, er selbst aber sei nie beteiligt gewesen. Gegenüber dem Spruchgericht hatte er 1947 noch weitergehend erklärt, von „Misshandlungen und Ermordungen von Juden“ nichts gewusst zu haben. Die Existenz von Konzentrationslagern (KZ) sei ihm zwar bekannt gewesen, jedoch habe er von „Grausamkeiten und Ermordungen“ dort nie etwas erfahren. „Mitunter“ habe er zwar „aus dem Mitteilungsblatt der SS- und Polizeigerichte“ von „irgendwelchen Übergriffen“ erfahren, „die jedoch entsprechend geahndet wurden“. Zwar sei ihm „nicht unbekannt“ gewesen, dass im Osten Kriegsgefangene erschossen worden seien, jedoch nur aus Vergeltung. Von Kriegsverbrechen der Waffen-SS habe er nie etwas auch nur gehört. Das gelte nicht nur für die SS-Divisionen, denen er angehört habe, sondern für die gesamte Waffen-SS.
In Deutschland kam es erst ab Mitte der 1990er Jahre zu einer breiteren öffentlichen Diskussion. Sie wurde von dem US-Wissenschaftler Earl Jeffrey Richards mit einem Aufsatz in einer französischen Publikation ausgelöst, der konstatierte, dass in akademischen Kreisen eigentlich „alle, die es haben wissen wollen“, auch Bescheid gewusst hätten. Er konnte auf weitere Dokumente hinweisen, die Jauß’ Verschleierungsversuche seiner SS-Vergangenheit belegten. Richards vertrat auch die These, bestimmte Elemente in Jauß’ literaturwissenschaftlichen Theorien – vor allem seine Akzentuierung der „Alterität“ (Andersartigkeit) der Literatur der Vergangenheit – seien mit Jauß’ Verleugnung der Kontinuität seiner eigenen Biographie in Verbindung zu bringen. Sein Schüler Hans Ulrich Gumbrecht warf Jauß vor, dass er weder seine Tätigkeit bei der Waffen-SS, die Zeit bis Dezember 1945 noch die Zeit von Ende 1945 bis 1948, in der er angeblich Kriegsgefangener gewesen sei, aufgeklärt habe und dass er und seine Generation „die Last der schrecklichen Vergangenheit, für die sie nicht geradezustehen wagten“, an die Folgegeneration weitergegeben hätten.
Am 6. September 1996 erschien in der französischen Tageszeitung Le Monde unter der Überschrift L'étrangeté radicale de la barberie nazie a paralysé une génération d'intellectuels die Wiedergabe eines Interviews, das der französische Wissenschaftler Maurice Olender, mit Hans Robert Jauß in Konstanz-Litzelstetten im Beisein seines Schülers und Nachfolgers Karlheinz Stierle geführt hat. Jauß wich den Fragen nach seiner Nazi-Vergangenheit aus und bezog das Problem der moralischen Schuld nicht auf seine Person, sondern auf die Generation seiner Lehrer (Martin Heidegger, Hans-Georg Gadamer), die nach seiner Auffassung keinerlei Schuld oder Scham verspürten.
Eine 2014 von dem Konstanzer Juristen und Bühnenautor Gerhard Zahner verfasste künstlerische Verarbeitung der Jaußschen SS-Karriere, das Theaterstück Die Liste der Unerwünschten, das im November 2014 im Audimax der Universität Konstanz uraufgeführt wurde, löste eine neue Diskussion aus. Filmisch wurde der Stoff 2015 durch den Regisseur Didi Danquart mit Die Antrittsvorlesung bearbeitet.
Es folgte der Entschluss der Universität Konstanz, Jauß’ Zugehörigkeit zur Waffen-SS von 1939 bis 1945 wissenschaftlich aufarbeiten zu lassen. Der Rektor der Universität Ulrich Rüdiger, beauftragte damit im April 2014 den Potsdamer Historiker und Experten für die Waffen-SS Jens Westemeier, dem der Zeitgeschichtler Jan Erik Schulte, Spezialist für die Geschichte der SS zur Seite stand, die die Biographie, ideologischen Wurzeln und die SS-Laufbahn von Jauß rekonstruieren sollten.
Bestritten wurde die Diskussion zunächst von drei Angehörigen bzw. emeritierten Angehörigen der Professorenschaft, die dem Rektor den Vorwurf machten, mit der Theateraufführung, an der zwei von ihnen nicht teilgenommen hatten, eine „nachträgliche Gesinnungsprüfung“, „eine Vorverurteilung des Kollegen Jauß“ zu praktizieren und die Universität Konstanz der „Gefahr“ eines „neuen, falschen Gesichts“ auszusetzen. In der Gegenrede wiesen andere Professoren Kritik an dem Gutachter als ungerechtfertigt zurück, sahen einen universitären „breiten Konsens“ für die Erhellung der Jauß-Biografie und Aufführung und Diskussion als guten Beitrag, das Gespräch aus „einer Grauzone des Halbwissens“ herauszuholen.
Westemeier stellte seine Expertise am 20. Mai 2015 in der Universität Konstanz vor, die sie zeitgleich auf ihrer Homepage veröffentlichte. Er resümiert:

„Hans-Robert Jauß war ein nationalsozialistisch sozialisierter Jugendlicher und überzeugter SS-Mann. Eine Bagatellisierung seiner Zugehörigkeit zur SS mit Argumenten, Jauß sei bei Eintritt in die SS noch keine 18 Jahre alt gewesen, verkennt die politisch motivierte Kriegsbegeisterung eines seit 1933 durch Schule und Hitlerjugend nationalsozialistisch erzogenen Abiturienten. Jauß war weder in der Hitlerjugend noch in der Waffen-SS ein einfacher Mitläufer. Er trat in beiden NS-Organisationen aktiv in Führungspositionen mit Führungsverantwortung hervor und wurde als SS-Führer in der Waffen-SS für seinen persönlichen Einsatz an der Front hoch ausgezeichnet. Mit 23 Jahren war er einer der jüngsten SS-Hauptsturmführer der Waffen-SS. Selbst auf einem SS-Führerlehrgang ausgebildet, vermittelte er als Kompaniechef seinen Männern und als Inspektionschef an einer Junkerschule auch die SS-Weltanschauung. Jauß war als SS-Führer bis Kriegsende im Einsatz. Frühe Nachkriegsaussagen von Jauß beinhalten Leitmotive dieser SS-Weltanschauung. Die vorgelegte Arbeit rekonstruiert eine in diesem Sinne stringente und stimmige SS-Karriere.“

Die „ausgearbeitete“, „deutlich erweiterte“ und um Bildmaterial ergänzte Buchausgabe der Dokumentation von Jens Westemeier erschien 2016.
In der Literatur über Jauß geht es auch um die Frage, ob er als Kriegsverbrecher bezeichnet werden kann. Im Sinne der heutigen Rechtsprechung sei der Begriff der funktionellen Mittäterschaft von Wichtigkeit. In seiner Eigenschaft als Kompaniechef habe Jauß eine Mitverantwortung an den Kriegsverbrechen seiner Einheit gehabt, selbst wenn ihm eine aktive Täterschaft nicht nachgewiesen werden könne. Somit sei Jauß aus heutiger Sicht als Kriegsverbrecher zu bezeichnen. Nach seinem Tod sei eine eindeutige, juristische Klärung der Frage nicht mehr möglich, da kein Gericht mehr tätig werden könne.
Seit der Veröffentlichung der Arbeiten von Jens Westemeier in den Jahren 2015 und 2016 ist es möglich geworden, die noch nicht abgeschlossene Diskussion über die NS-Vergangenheit von Hans Robert Jauß auf der Basis wissenschaftlicher Forschungsergebnisse zu führen.
Ottmar Ette urteilt über Westemeiers Dokumentation aus dem Jahr 2015: „Diese differenzierte Studie förderte historiographische Ergebnisse und Erkenntnisse zu Tage, die für aktuelle und künftige Diskussionen neue Faktenlage und Ausgangspunkte darstellen, welche nicht länger beiseite geschoben werden können.“
In diesem Sinne erhalten auch die Aussagen des Jauß-Schülers Hans-Jörg Neuschäfer, die sich an die Adresse der Jauß-Kritiker, besonders Earl Jeffrey Richards, richten und vor der Veröffentlichung der Forschungsergebnisse Westemeiers geschrieben wurden, eine neue Beleuchtung.

„Entlastende Bedenken sind offenbar nicht willkommen, wenn sich die Selbstgerechten darüber einig sind, dass Vermutungen und Verdächtigungen als Beweise zu gelten haben. Dann darf man – so scheint es – ruhigen Gewissens auch den fünfzigjährigen ‚Rest‘ eines Lebens übergehen, das – belegbar – ehrenwert war.“

Ein ähnliches, neu zu bewertendes Zeugnis, stammt von dem Philosophen Dieter Henrich, der Jauß in den fünfziger Jahren in Heidelberg kennenlernte und erstaunt war, „dass dieser kleine Mann...es bis zum Major gebracht hatte“, nur dass Jauß verschwieg, dass er Mitglied der Waffen-SS war. Henrich fährt fort:

„Für Jauß muss es wohl eine akademische Überlebensfrage gewesen sein. Hätte nicht diese schematische Ostrakisierung stattgefunden, dann hätte er eher mehr über seine Vergangenheit gesprochen.....Es ist natürlich ein Makel und erregt Verdacht, Mitglied in dieser Organisation gewesen zu sein. Aber wenn der bloße Umstand, dass man ‚dabei‘ war, ausreicht, die Karriere ganz unmöglich zu machen – dann hält man den Mund. Was sollte man anderes tun?“

Nach der Darstellung der historischen Fakten der Biographie von Hans Robert Jauß, wird im Schrifttum zunehmend versucht, eine Verbindung zwischen seinem Lebenslauf, seiner Lehre des Verstehens (Hermeneutik) und dem sogenannten „System Jauß“ herzustellen bzw. zu beschreiben und Konsequenzen für eine zukünftige Literaturwissenschaft und Romanistik zu ziehen. Bei dieser Zukunftsorientierung wird berücksichtigt, dass die Rezeptionsästhetik (Gumbrecht nennt sie den „Exportschlager“ der Konstanzer Schule) zwar weltweit anerkannt ist, in ihrer Bedeutung aber nachgelassen hat und von einigen Forschern als Methode der Vergangenheit angesehen wird. Nach dem Verständnis von Frank-Rutger Hausmann will Ottmar Ette zeigen, „wie man Jauß in Zukunft lesen müsse, denn niemand könne ihn jemals wieder unbefangen lesen“, und Hausmann selbst urteilt: „Eine gegen alle Evidenz geleugnete SS-Vergangenheit ist ein singulärer Makel, der auch spätere Denkleistungen entwertet!“
Hans Ulrich Gumbrecht hingegen, Jauß-Schüler, Mitarbeiter und Kritiker seines Lehrers sagt:

„Ich denke, selbst wenn man zu der Meinung kommen sollte, dass es einen Einfluss dieser Vergangenheit auf das Werk gegeben hat, bleibt das Werk bedeutend. ......
Ich selbst halte es allerdings eher für unwahrscheinlich, dass das Werk meines akademischen Lehrers von seinen Kriegsverbrechen beeinflusst war. Andere Erinnerungen verstören mich mehr. Etwa, dass jemand mit dieser Vergangenheit als erstes wissenschaftliches Werk eine Dissertation über die Arbeit des Gedächtnisses im Werk von Marcel Proust in Angriff nahm. Es scheint beständig eine Versuchung gegeben zu haben, wahrscheinlich eine vorbewusste Versuchung, sich mit Themen auseinanderzusetzen, die in einem möglichen Zusammenhang zu seiner Vergangenheit standen.“

Paul Ingendaay fragt: „Hätten Erstleser der Konstanzer Schule die Spuren des Ungeists, gleichsam Hitlers Fußabdruck, in der Philologie des Hans Robert Jauß nicht nur erspüren, sondern auch decouvrieren müssen? Das wäre wohl allzu hoch gegriffen.“

## Publikationen (Auswahl)
- Zeit und Erinnerung in Marcel Prousts „A la recherche du temps perdu“. Ein Beitrag zur Theorie des Romans. (= Heidelberger Forschungen. Heft 3). Carl Winter Universitätsverlag, Heidelberg 1955. (2., durchgesehene Auflage Heidelberg 1970). (Zugleich Dissertation Universität Heidelberg 1952). 3., vervollständigte Ausgabe (= suhrkamp taschenbuch wissenschaft. Nr. 587). In dieser Ausgabe: 1. Auflage. Suhrkamp Verlag, Frankfurt am Main 1986, ISBN 3-518-28187-9.
- Untersuchungen zur mittelalterlichen Tierdichtung. (= Zeitschrift für Romanische Philologie, Beiheft. 100). Niemeyer, Tübingen 1959. (Zugleich Habilitationsschrift Universität Heidelberg 1957).
- als Hrsg.: Die nicht mehr schönen Künste. München 1968.
- Grundriss der romanischen Literaturen des Mittelalters. Hrsg. von Hans Robert Jauß, Erich Köhler, Hans Ulrich Gumbrecht, Ulrich Mölk u. a. Carl Winter Universitätsverlag, Heidelberg 1972 –.
- Chanson de geste et roman courtois au XIIe siècle (analyse comparative du Fierabras et du Bel Inconnu). In: Chanson de geste und höfischer Roman: Heidelberger Kolloquium, 30. Januar 1961. (= Studia Romanica Nr. 4). Carl Winter Universitätsverlag, Heidelberg 1963, S. 61–77.
- Literaturgeschichte als Provokation der Literaturwissenschaft (= Konstanzer Universitätsreden hrsg. von Gerhard Hess. Nr. 3). Verlag der Druckerei und Verlagsanstalt Konstanz Universitätsverlag, Konstanz 1967, (2. Auflage 1969).
- Literaturgeschichte als Provokation. (= edition Suhrkamp. Nr. 418). 1. Auflage. Suhrkamp Verlag, Frankfurt am Main 1970.
- Kleine Apologie der ästhetischen Erfahrung. Mit kunstgeschichtlichen Bemerkungen von Max Imdahl (= Konstanzer Universitätsreden. Nr. 59). Universitätsverlag Konstanz, Konstanz 1972.
- Alterität und Modernität der mittelalterlichen Literatur. Gesammelte Aufsätze 1956–1976. Wilhelm Fink Verlag, München 1977, ISBN 3-7705-1488-2.
- Ästhetische Erfahrung und literarische Hermeneutik. 1. Auflage. Suhrkamp Verlag, Frankfurt am Main 1982, ISBN 3-518-57617-8.
- Die verlorene Zeit. Johann Wolfgang von Goethe: Im Gegenwärtigen Vergangenes. In: Marcel Reich-Ranicki (Hrsg.): Frankfurter Anthologie. Gedichte und Interpretationen. 10. Band, Insel Verlag, Frankfurt am Main 1986, S. 87–91.
- Die literarische Postmoderne – Rückblick auf eine umstrittene Epochenschwelle. In: Jahrbuch der Bayerischen Akademie der Schönen Künste. Band 4, 1990, S. 310–332.
- Studien zum Epochenwandel der ästhetischen Moderne. Suhrkamp Verlag, Frankfurt am Main 1990, ISBN 3-518-28464-9.
- Wege des Verstehens. Wilhelm Fink Verlag, München 1994, ISBN 3-7705-2982-0.
- Die Theorie der Rezeption. Rückschau auf ihre unerkannte Vorgeschichte. Abschiedsvorlesung von Hans Robert Jauß am 11. Februar 1987 anläßlich seiner Emeritierung mit einer Ansprache des Rektors der Universität Konstanz Horst Sund (= Konstanzer Universitätsreden Nr. 166). Universitätsverlag Konstanz, Konstanz 1998, ISBN 3-87940-336-8.
- Probleme des Verstehens. Ausgewählte Aufsätze. Nachwort von Rainer Warning (= Universal-Bibliothek. Nr. 9764). Philipp Reclam jun., Stuttgart 1999, ISBN 3-15-009764-9.

Quelle:

### Über Hans Robert Jauß
- Jauß, Hans Robert. In: Romanisten Lexikon. hrsg. von Frank-Rutger Hausmann. Online zugänglich unter lexikon.romanischestudien.de.
- Luca Farulli, Georg Maag: Hans Robert Jauß: Im Labyrinth der Hermeneutik. Ein Gespräch vor achtzehn Jahren. In: Zeitschrift für Ideengeschichte. Band 4, 2010, S. 97–114.
- Horst Sund: Ansprache anlässlich der Emeritierung von Hans Robert Jauß am 11. Februar 1987. In: Hans Robert Jauß: Die Theorie der Rezeption – Rückschau auf ihre unerkannte Vorgeschichte (= Konstanzer Universitätsreden Nr. 166). Universitätsverlag Konstanz, Konstanz 1987, ISBN 3-87940-336-8. (Der Band enthält auch eine 14-seitige Bibliographie 1952–1987).
- Rainer Warning (Hrsg.): Rezeptionsästhetik. Theorie und Praxis (= Uni-Taschenbücher. Nr. 303). Fink, München 1975, ISBN 3-7705-1053-4.
- Gerd Irrlitz: Nekrolog Hans Robert Jauss 1921–1997. In: Deutsche Zeitschrift für Philosophie. Jg. 1997, S. 639–647.
- Manfred Naumann: Zwischenräume. Erinnerungen eines Romanisten. Lehmstedt Verlag, Leipzig 2012, ISBN 978-3-942473-46-0.

### Zum „Fall Jauß“
- «L' étrangeté radicale de la barbarie nazie a paralysé une génération d'intellectuels.» Entretien avec H. R. Jauß. In: Le Monde. (Paris) vom 6. September 1996. Auch in: Maurice Olender: Race sans histoire. Nouvelle édition. Galaade, Paris 2009, S. 358–265.[97]
- Frank-Rutger Hausmann: „Vom Strudel der Ereignisse verschlungen“. Deutsche Romanistik im „Dritten Reich“. (= Analecta Romanica. Band 61). 2., durchgesehene und aktualisierte Auflage. Verlag Vittorio Klostermann, Frankfurt am Main 2008, ISBN 978-3-465-03584-8.
- Hans Ulrich Gumbrecht: Mein Lehrer, der Mann von der SS. Die Universitätskarriere von Hans Robert Jauß zeigt, wie man mit NS-Vorgeschichte eine bundesrepublikanische Größe werden konnte. In: Die Zeit. Nr. 15, 7. April 2011.
- Jens Westemeier: Hans Robert Jauß, 12. Dezember 1921 Göppingen – 1. März 1997 Konstanz. Jugend, Krieg und Internierung. Wissenschaftliche Dokumentation. Onlineveröffentlichung der Universität Konstanz, Mai 2015.
- Siegmund Kopitzki: „Ich will ihm nicht dankbar sein“. In: Südkurier. 6. Juni 2015, Feuilleton. (Gespräch mit Hans Ulrich Gumbrecht), online abrufbar.
- Jens Westemeier: Hans Robert Jauß. Jugend, Krieg und Internierung. Konstanz University Press, Konstanz 2016, ISBN 978-3-86253-082-3.
- Ottmar Ette: Der Fall Jauss. Wege des Verstehens in eine Zukunft der Philologie. Kulturverlag Kadmos, Berlin 2016, ISBN 978-3-86599-327-4.[98]
- Hannelore Schlaffer: Hans Robert Jauß. Kleine Apologie. In: Merkur. Nr. 805 vom Juni 2016, S. 79–86.[99]
- Frank-Rutger Hausmann: Der „Fall“ Hans Robert Jauß. Ein Diptychon. In: Romanistische Zeitschrift für Literaturgeschichte. 41. Jahrgang, Heft 1/2, Universitätsverlag Winter, Heidelberg 2017, S. 207–220.
- Julia Amslinger: Eine neue Form von Akademie. Poetik und Hermeneutik – die Anfänge. Wilhelm Fink Verlag, Paderborn 2017, ISBN 978-3-7705-5384-6. (Zugleich Dissertation Humboldt-Universität Berlin, 2013).
- Wolfgang Schuller: Anatomie einer Kampagne. Hans Robert Jauß und die Öffentlichkeit. Leipziger Universitätsverlag, Leipzig 2017, ISBN 978-3-96023-126-4.(Siehe hierzu: Paul Ingendaay: Die Universität als Pranger. Heimlichkeiten statt Transparenz: Wolfgang Schuller über die postumen Debatten um seinen ehemaligen Konstanzer Kollegen Hans Robert Jauß. In: Frankfurter Allgemeine Zeitung. Nr. 4, Freitag, 5. Januar 2018, Feuilleton S. 10).
- Jens Westemeier: Das Paradigma SS-Hauptsturmführer Hans Robert Jauß, SS-Nr. 401 359. In: Danielle Buschinger, Roy Rosenstein (Hrsg.): De Christine de Pizan à Hans Robert Jauss. Etudes offertes à Earl Jeffrey Richards par ses collèges et amis à l’occasion de son soixante-cinquième anniversaire. (= Medievales. Band 61). Amiens 2017, S. 465–475.
- Jens Westemeier: Prof. Dr. Hans Robert Jauß: SS-Kriegsverbrecher und bundesdeutscher Hochschullehrer. In: Wolfgang Proske (Hrsg.): Täter Helfer Trittbrettfahrer. NS-Belastete aus Baden-Württemberg. Band 9: NS-Belastete aus dem Süden des heutigen Baden-Württemberg. Kugelberg Verlag, Gerstetten 2018, ISBN 978-3-945893-10-4, S. 196–206.
- Aleida Assmann: Zur Aufarbeitung der NS-Vergangenheit von Hans Robert Jauss. www.seeblau.uni-konstanz.de